# Beauvernois
Beauvernois este o comună în departamentul Saône-et-Loire, Franța. În 2009 avea o populație de 89 de locuitori.

## Evoluția populației
| An        | 1975 | 1982 | 1990 | 1999 | 2006 | 2009 |
| --------- | ---- | ---- | ---- | ---- | ---- | ---- |
| Populație | 119  | 97   | 76   | 82   | 88   | 89   |